# Atomino Bip Bip
Atomino Bip Bip (scritto anche Atomino Bip-Bip) è un personaggio immaginario dei fumetti della Disney ideato nel 1959 da Romano Scarpa ed esordito nella storia Topolino e la dimensione Delta. Compare raramente in altre storie a fumetti, principalmente come spalla di Topolino, analogamente a personaggi come Pippo, Eta Beta o Bruto.

## Biografia del personaggio
Si tratta di un atomo ingrandito «due birilliardi di volte» da un macchinario, chiamato ciclotrone, messo a punto dal geniale professor Enigm; appare come un omuncolo, di colore azzurro (ma spesso colorato rosa per arbitraria decisione del colorista), alto più o meno come Tip e Tap e con due elettroni che gli ruotano intorno alla testa. La sua natura atomica gli conferisce numerose caratteristiche insolite, come il potere di trasformare la materia emettendo un raggio di mesoni dalla bocca o la memoria infallibile. Ha un fratello, Atomino Bep Bep, nato insieme a lui grazie al ciclotrone di Enigm nella medesima storia. Quest'ultimo tuttavia si rivelò maggiormente interessato allo svago e agli scherzi piuttosto che allo studio; dopo essere stato messo in castigo da Enigm per avere distrutto la sua ultima invenzione, fuggì dall'inaccessibile Dimensione Delta e si alleò con Gambadilegno, che alla fine lo tradirà miniaturizzandolo nuovamente per aver preso le difese di Topolino. 
Atomino vive nella "Dimensione Delta" con il professore, e ogni tanto visita Topolinia; è molto furbo e altruista, e nel tempo libero preferisce giocare con i nipotini di Topolino piuttosto che dedicarsi ad attività "da adulto". Nell'adattamento statunitense delle storie italiane il personaggio si chiama Atomo Bleep-Bleep e si esprime in un inglese dalla forte inflessione teutonica come del resto lo stesso professor Enigm che gliel'ha insegnato.

## Storia editoriale
Il personaggio esordisce nella storia Topolino e la dimensione Delta del 1959 scritta e disegnata dall'autore italiano Romano Scarpa e pubblicata sul settimanale Topolino n° 206. Nei due anni successivi Scarpa lo usò come coprotagonista in diverse sue storie da autore completo, segnatamente Topolino e Bip Bip alle sorgenti mongole (1959), Topolino e la collana Chirikawa (1960), Topolino e il Bip Bip-15 (1960) e Topolino imperatore della Calidornia (1961), nelle quali Atomino si stabilisce a Topolinia ospitato da Topolino.
Il problema degli enormi poteri del personaggio, che rendeva problematico trovare espedienti per metterli fuori uso o minacce all'altezza, nonché il rischio di mettere in ombra Topolino, fece sì che Scarpa abbandonasse l'uso del personaggio nelle storie lunghe dopo il 1961. Così, all'inizio di Topolino nel favoloso regno di Shan-Grillà (1961), Atomino Bip Bip riceve un messaggio dal professor Enigm che lo richiama nella dimensione Delta e saluta Topolino. Successivamente Scarpa lo avrebbe usato molto di rado come personaggio secondario, segnatamente in due storie con protagonista Gancio il dritto (Gancio il dritto dà lezioni! e Gancio vince sempre!), nelle tavole di raccordo del Classico di Walt Disney Topolino alle olimpiadi, e in Topolino e le dolcezze del Natale in cui compare in una sola tavola tra i personaggi che festeggiano il Natale con Topolino. Negli anni ottanta il personaggio ricompare in quattro storie lunghe ma di altri autori.
Negli anni dieci del XXI secolo il personaggio è stato ripreso da Casty in alcune storie, delle quali le due più importanti sono Topolino e gli Ombronauti (Topolino n° 2972-2973) e Topolino e l'impero sottozero (Topolino n° 3091-3093), che avrebbero dovuto costituire i primi due capitoli di una "trilogia di Atomino" (il terzo capitolo, Topolino e la città senza cielo, tuttavia resta tuttora non realizzato). All'inizio di Topolino e gli ombronauti una tavola di riepilogo cita le storie lunghe di Scarpa in cui il personaggio compariva, e viene lasciato intendere che dalla partenza mostrata nella storia di Shan-Grillà Topolino e Atomino non si fossero più rivisti fino a quel momento. Nelle due storie Casty risolve il problema degli enormi poteri di Atomino, che rischiavano di mettere troppo in ombra Topolino oppure di far trionfare i protagonisti troppo facilmente, rivelando che non funzionano nella dimensione ombra oppure quando il personaggio è raffreddato. Il personaggio è comparso raramente anche in storie di produzione estera, come Topolino e le terre parallele, storia Egmont sceneggiata da Byron Erickson e disegnata da Ferioli, pubblicata per la prima volta in Italia nel primo volume del nuovo Almanacco Topolino ad aprile 2021.